# Euclidia aquamarina
Euclidia aquamarina är en fjärilsart som beskrevs av Felder 1874. Euclidia aquamarina ingår i släktet Euclidia och familjen nattflyn. Inga underarter finns listade i Catalogue of Life.